# Rigkær
Rigkær er en naturtype, der består af moser og enge med vandmættet jordbund med mere eller mindre kalkholdigt grundvand. Hvor engen afgræsses eller slås, er vegetationen åben og lavtvoksende med små stararter og mosser. Hvis der ikke slås eller græsses, bliver det mere højtvoksende og tilgroet, så det efterhånden ændres til krat eller sumpskov.
En sjælden variant er ekstremrigkær, som findes på særligt kalkrig bund. Naturtypen er gået meget tilbage, og er forsvundet mange steder.
Rigkær er betegnelsen for en naturtype i Natura 2000-netværket, med nummeret 7230.

## Plantevækst
Typiske arter i den særlige rigkærsvegetation er f.eks. sort skæne, rustskæne, diverse stararter, bredbladet kæruld, butblomstret siv, kødfarvet gøgeurt, purpurgøgeurt, mygblomst, pukkellæbe, sumphullæbe, vibefedt, melet kodriver, fladtrykt kogleaks, fåblomstret kogleaks, leverurt, kærsvovlrod, hjortetrøst, engrørhvene, tagrør og forskellige mosser.

## Geografisk fordeling
Rigkær er som regel ikke særlig store, og findes spredt over hele landet, dog sjældnere i Vestjylland. Eksempler kan opleves ved Kielstrup Sø, Tved Kær på Djursland, småsøerne ved Bastrup Sø i Nordsjælland, Brobæk Mose ved Gentofte Sø ved København, Vasby Mose nær Roskilde Fjord og Bastemose på Bornholm.